# Salam Babaris
Salam Babaris – wieś (desa) w kecamatanie Salam Babaris, w kabupatenie Tapin w prowincji Borneo Południowe w Indonezji.
Miejscowość ta leży w północnej części kecamatanu, około 7 km na wschód od drogi Jalan Ahmad Yani.